# Indian Creek (Illinois)
Indian Creek – wieś w Stanach Zjednoczonych, w stanie Illinois, w hrabstwie Lake.